# Родіго
Родіго, Родіґо (італ. Rodigo) — муніципалітет в Італії, у регіоні Ломбардія,  провінція Мантуя.
Родіго розташоване на відстані близько 400 км на північ від Рима, 120 км на схід від Мілана, 14 км на захід від Мантуї.
Населення — 5408 осіб (2014).
Щорічний фестиваль відбувається 20 травня. Покровитель — San Bernardino da Siena.

## Демографія
Населення за роками:

Станом на 1 січня 2023 року в муніципалітеті офіційно проживали 544 іноземці з 36 країн, серед них 85 громадян країн Євросоюзу та 35 громадян України.

## Міста-побратими
- Берг, Німеччина (2004)

## Сусідні муніципалітети
- Кастеллуккьо
- Черезара
- Куртатоне
- Гацольдо-дельї-Іпполіті
- Гоїто
- Порто-Мантовано